# Linyphia sagana
Linyphia sagana là một loài nhện trong họ Linyphiidae.
Loài này thuộc chi Linyphia. Linyphia sagana được miêu tả năm 1906 bởi Dönitz & Embrik Strand.